# Элктон (город, Миннесота)
Элктон (англ. Elkton) — город в округе Моуэр, штат Миннесота, США. На площади 3,4 км² (3,4 км² — суша, водоёмов нет), согласно переписи 2002 года, проживают 149 человек. Плотность населения составляет 43,9 чел./км².
- Телефонный код города — 507
- Почтовый индекс — 55933
- FIPS-код города — 27-18728[1]
- GNIS-идентификатор — 0643270[2]